# Muurla
Muurla est une ancienne municipalité située au sud-ouest de la Finlande, dans la région de Finlande du Sud-Ouest.
Les municipalités d'Halikko, Kiikala, Kisko, Kuusjoki, Muurla, Perniö, Pertteli, Suomusjärvi et Särkisalo ont fusionné avec Salo au 1er janvier 2009.
Petite commune agricole, elle connaît en ce moment une effervescence particulière en raison des importants travaux de l'autoroute numéro 1 (E18) reliant Turku à Helsinki. Aujourd'hui l'autoroute venant de Turku se termine à Muurla mais les travaux de la dernière section (Muurla - Lohja) ont commencé en décembre 2005 et devraient être achevés en 2009.
On y trouve une importante verrerie, seule industrie notable de la municipalité.
Le centre administratif se situe à 12 km à l'est du centre de Salo, 63 km de Turku et 102 km d'Helsinki.